# Stadsmuseum Oudewater

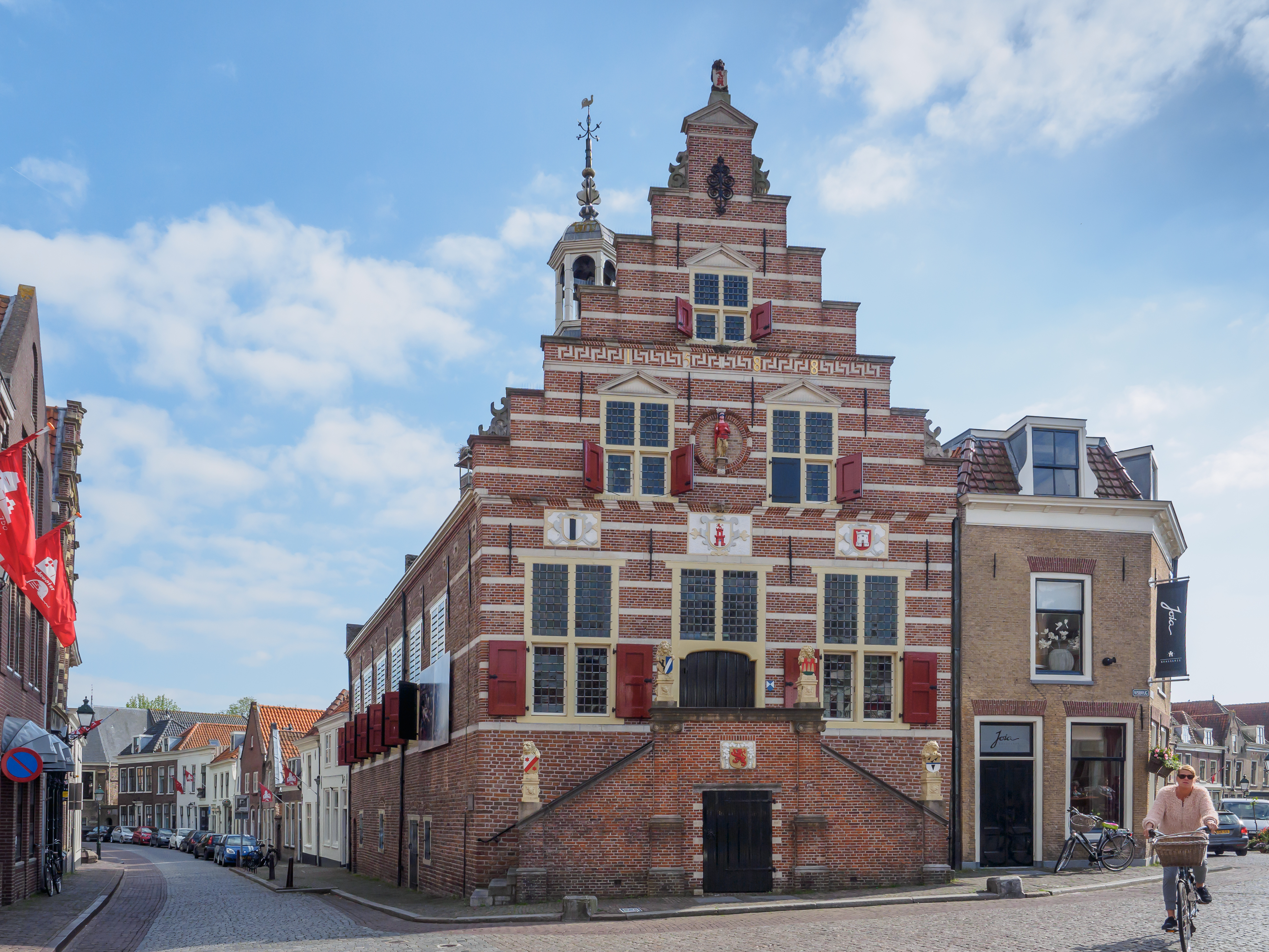
Het stadhuis

Het Stadsmuseum Oudewater is een museum in het stadhuis van Oudewater op de Visbrug te Oudewater.
Het wordt beheerd door de Geschiedkundige Vereniging Oudewater en belicht de geschiedenis van Oudewater vanaf de eerste sporen van bewoning in de middeleeuwen tot aan de tijd van de Tweede Wereldoorlog. 
Tot de collectie behoren archeologische vondsten, prenten van de negentiende-eeuwse tekenaar en fotograaf Evert Rahms en plattegronden van Oudewater vanaf de Romeinse periode tot de 18de eeuw. 
Tijdelijke tentoonstellingen waren er met als titels De Vestingwerken (2014-2015), De IJzeren eeuw (2017-2018), Roerige Tijden (2018-2019) en Gezondheidszorg in Oudewater (2021-2023).